# Tipula emmahelene
Tipula emmahelene är en tvåvingeart som beskrevs av Günther Theischinger 1980. Tipula emmahelene ingår i släktet Tipula och familjen storharkrankar. Inga underarter finns listade i Catalogue of Life.